# Йёрринг (коммуна)
Йёрринг (дат. Hjørring Kommune) — датская коммуна в составе области Северная Ютландия. Площадь — 929,58 км², что составляет 2,16 % от площади Дании без Гренландии и Фарерских островов. Численность населения на 1 января 2008 года — 67121 чел. (мужчины — 33461, женщины — 33660; иностранные граждане — 2069).

## История
Коммуна была образована в 2007 году из следующих коммун:
- Хиртсхальс (Hirtshals)
- Йёрринг (Hjørring)
- Лёккен-Вро (Løkken-Vrå)
- Синналь (Sindal)

## Железнодорожные станции
- Эммерсбек (Emmersbæk)
- Херрегорспаркен (Herregårdsparken)
- Хиртсхальс (Hirtshals)
- Йёрринг (Hjørring)
- Хорне (Horne)
- Квегторвет (Kvægtorvet)
- Лиллееден (Lilleheden)
- Синналь (Sindal)
- Сённербю (Sønderby)
- Тегльгорсвай (Teglgårdsvej)
- Тольне (Tolne)
- Торнбю (Tornby)
- Веллингсхёй (Vellingshøj)
- Видструп (Vidstrup)
- Вро (Vrå)

## Изображения

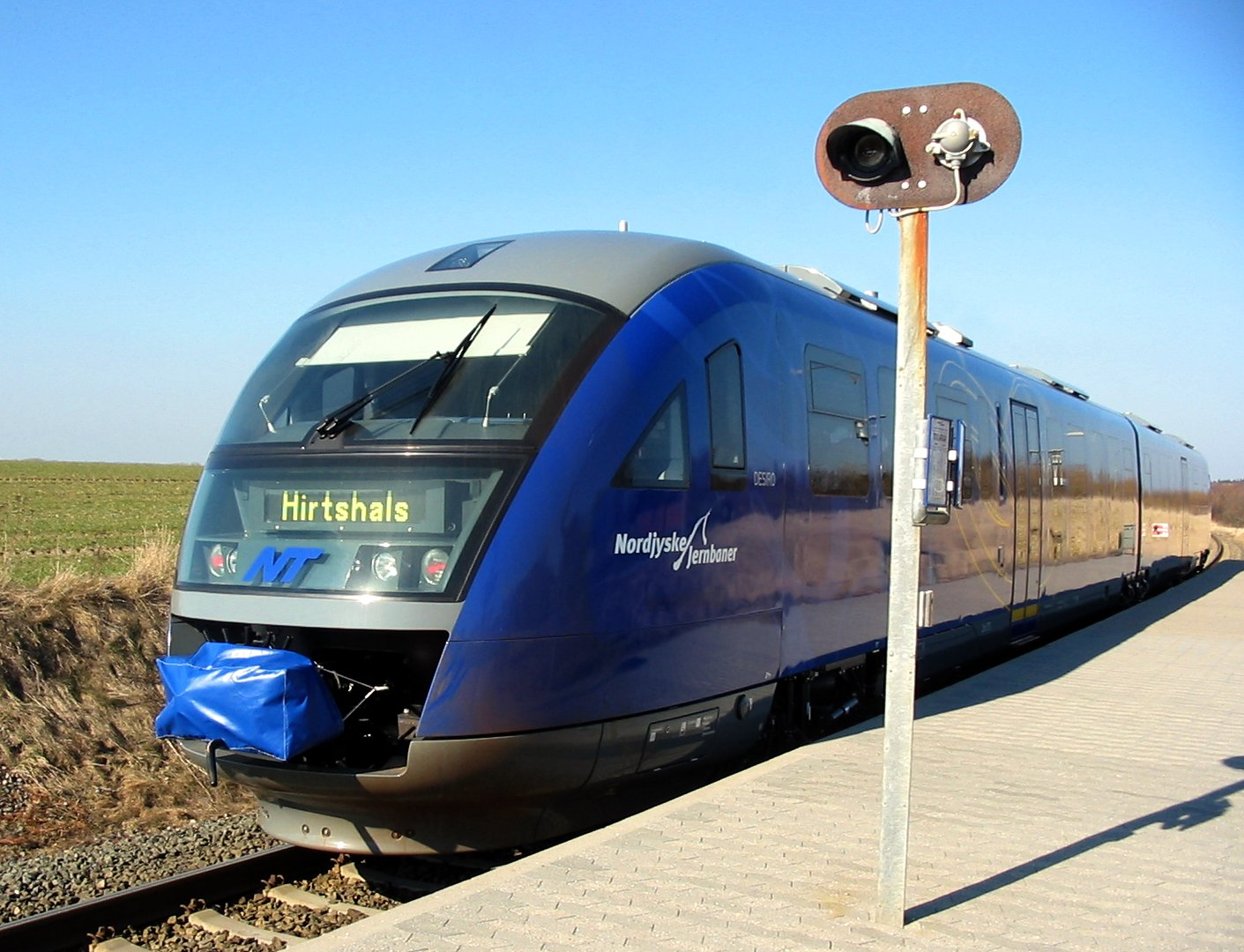
Херрегорспаркен
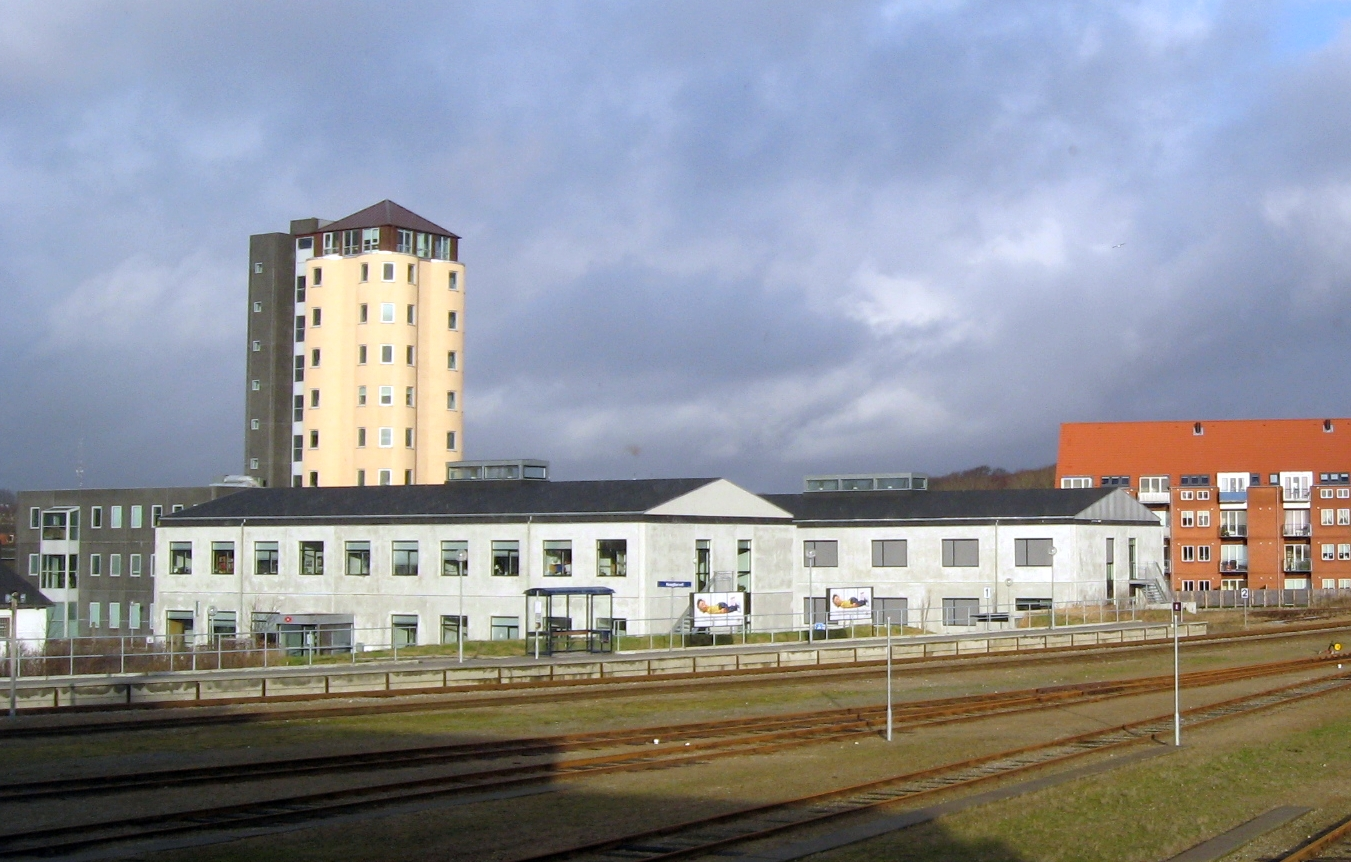
Квегторвет